# 莙薘菜
莙薘菜（Beta vulgaris subsp. cicla），即叶用甜菜，俗语又叫牛皮菜、厚皮菜、猪乸菜、勺菜（客家語），莧科菾屬的耐寒性一年生或二年生草本葉菜，是甜菜的一個變種。常見於地中海料理。
莙薘菜原产欧洲南部，公元5世纪由阿拉伯传入中国。雖然菜葉常綠，但其葉柄顏色多變，有綠色、紅色等多種顏色。

## 營養價值
莙薘菜的營養價值非常高，尤其是維生素A的含量，每一百公克高達6100Im，比芹菜、萵苣高出很多，在眾中蔬菜中名列前茅。莙薘菜經過裁培，營養都聚集到葉片，不像甜菜聚在根莖。因此，莙薘菜被譽為是其中一種最健康的菜，常用於健康餐單裡。

## 經濟價值
莙薘菜主根明顯，深入土壤，因而耐旱性比一般葉菜類強。此外，莙薘菜亦能耐病蟲害，在消費者重視農藥殘留問題的趨勢下，近年來莙薘菜在台灣逐漸受到消費者的青睞。莙薘菜另有一項其他蔬菜少見的特色，即收成時既非割刈，亦非整株拉拔，因為摘除下位葉片後，生長點會不斷抽長出新葉片。因此，莙薘菜栽種一次可以持續採擷數個月之久。

## 烹调

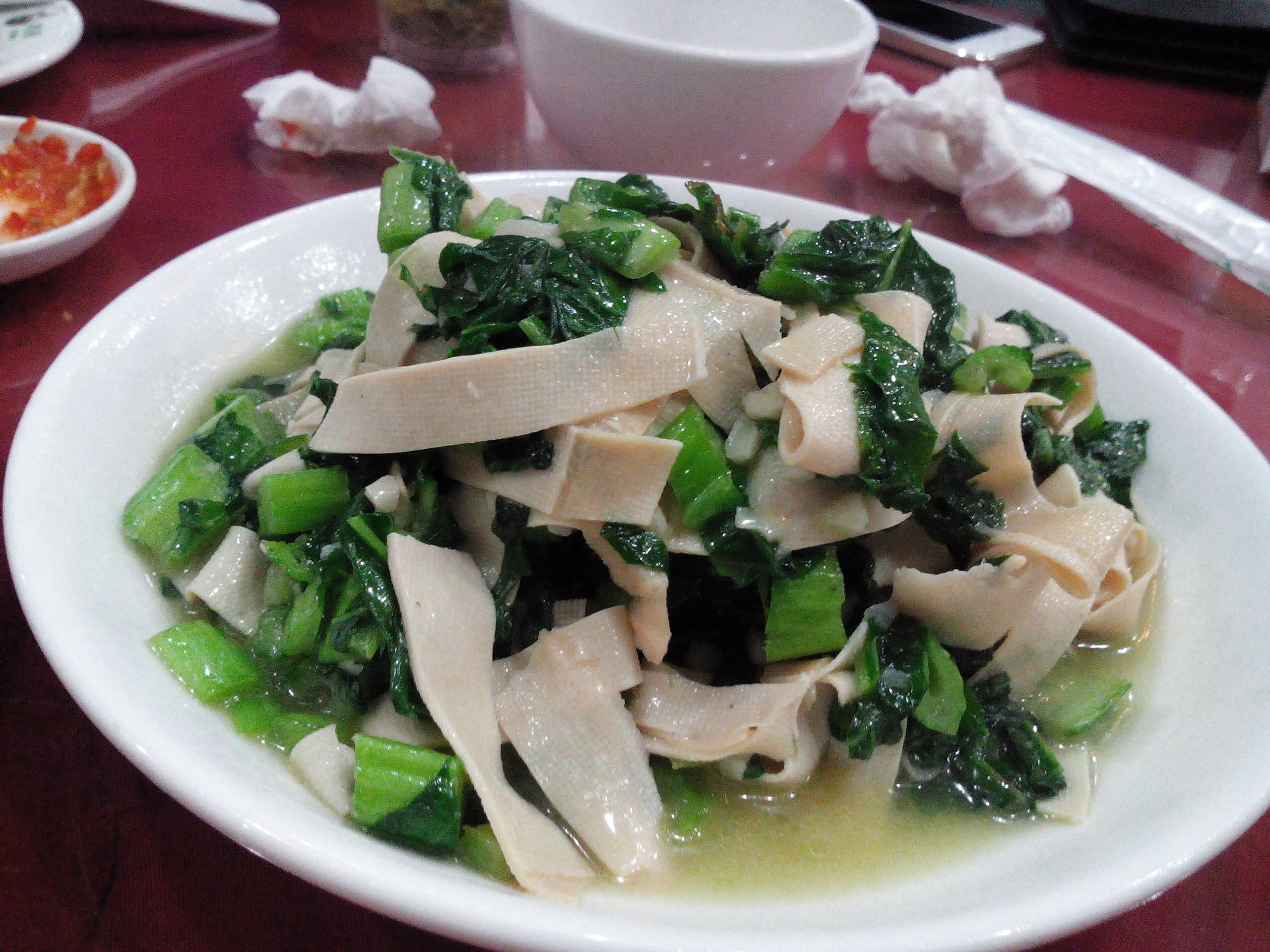
浙江金华的三月青炒千张

莙薘菜雖然味道微苦，但在世界各地方的料理均有出現。
網友分享料理方式：「炒薑加麻油好吃」「將纖維撕掉，燙過之後加薑下去炒就很好吃」、「如果無法接受它的味道，可以加辣椒、豆豉蓋過」、「先燙撈起後切細，蝦皮爆香後再下菜，加點高湯跟水下去煮，最後調味完後，勾芡起鍋灑一點白胡椒粉」、「川燙後用蒜頭爆香炒一炒就很好吃，油要多一點才不會吃完嘴巴澀澀的」。
華南地區一般都是灼熟、用蒜頭煮或煮湯，用以去掉苦味，口感也媲美烫菠菜。莙薘菜的幼苗可以用来拌沙拉。

## 圖片

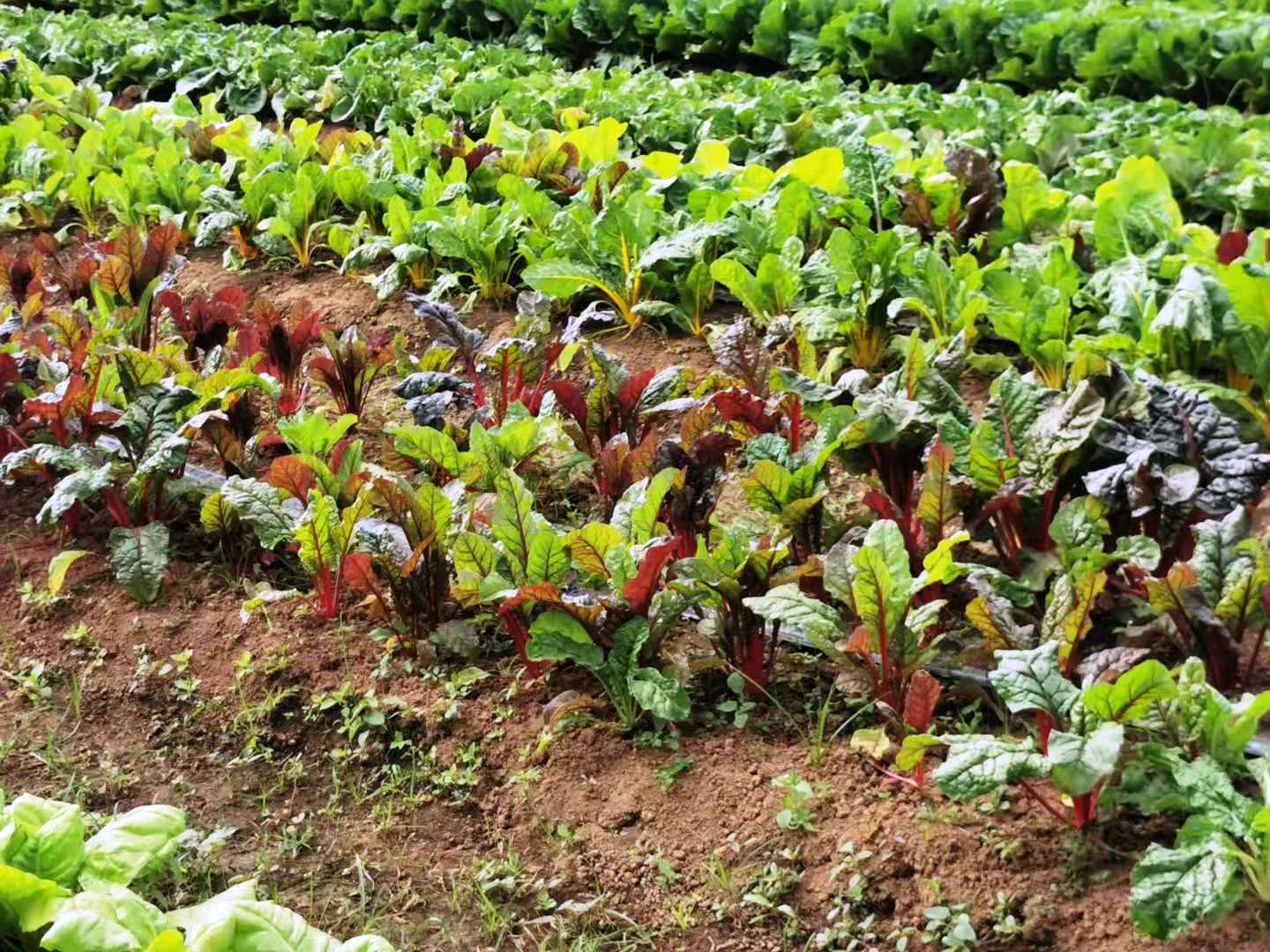
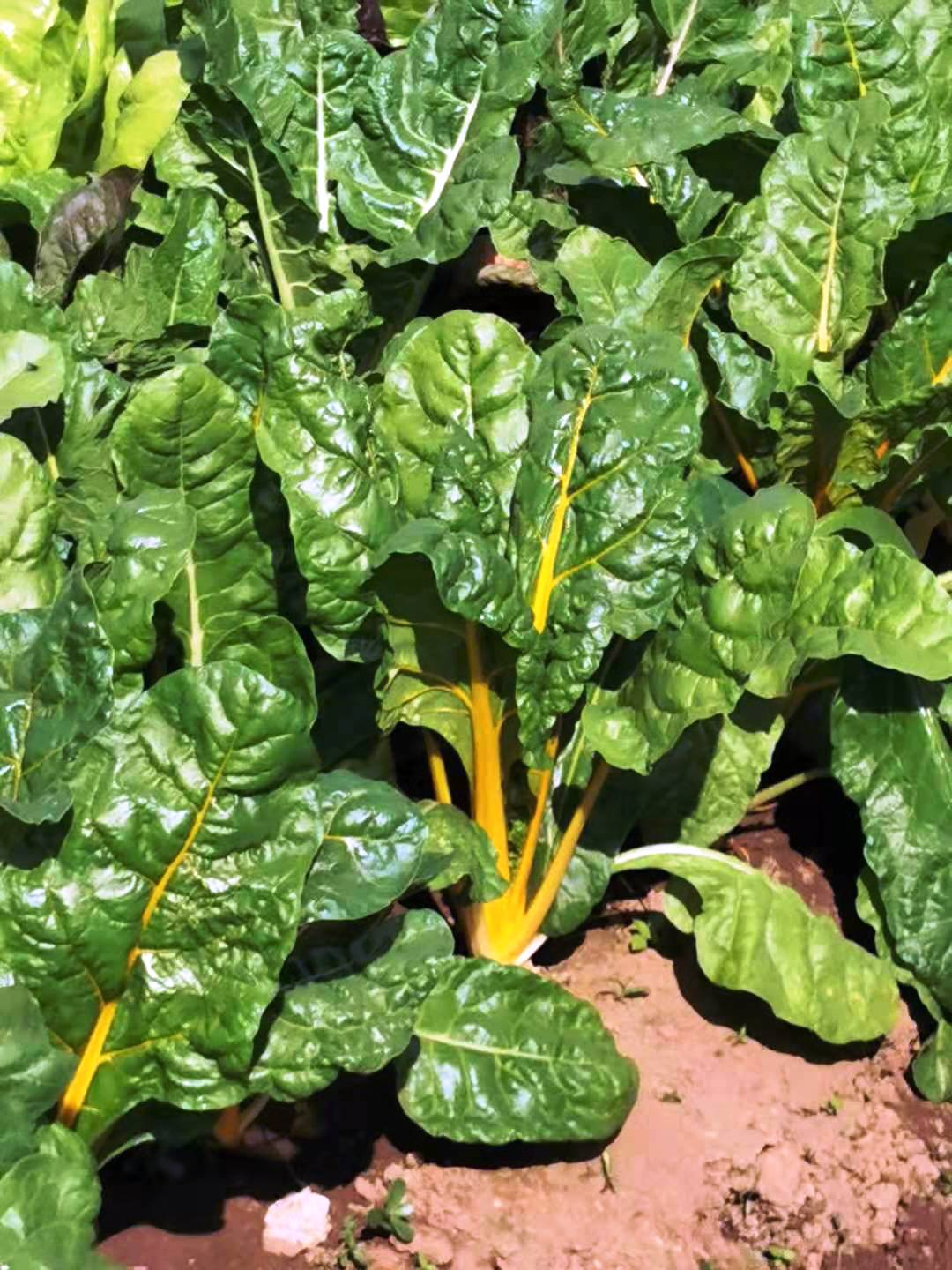
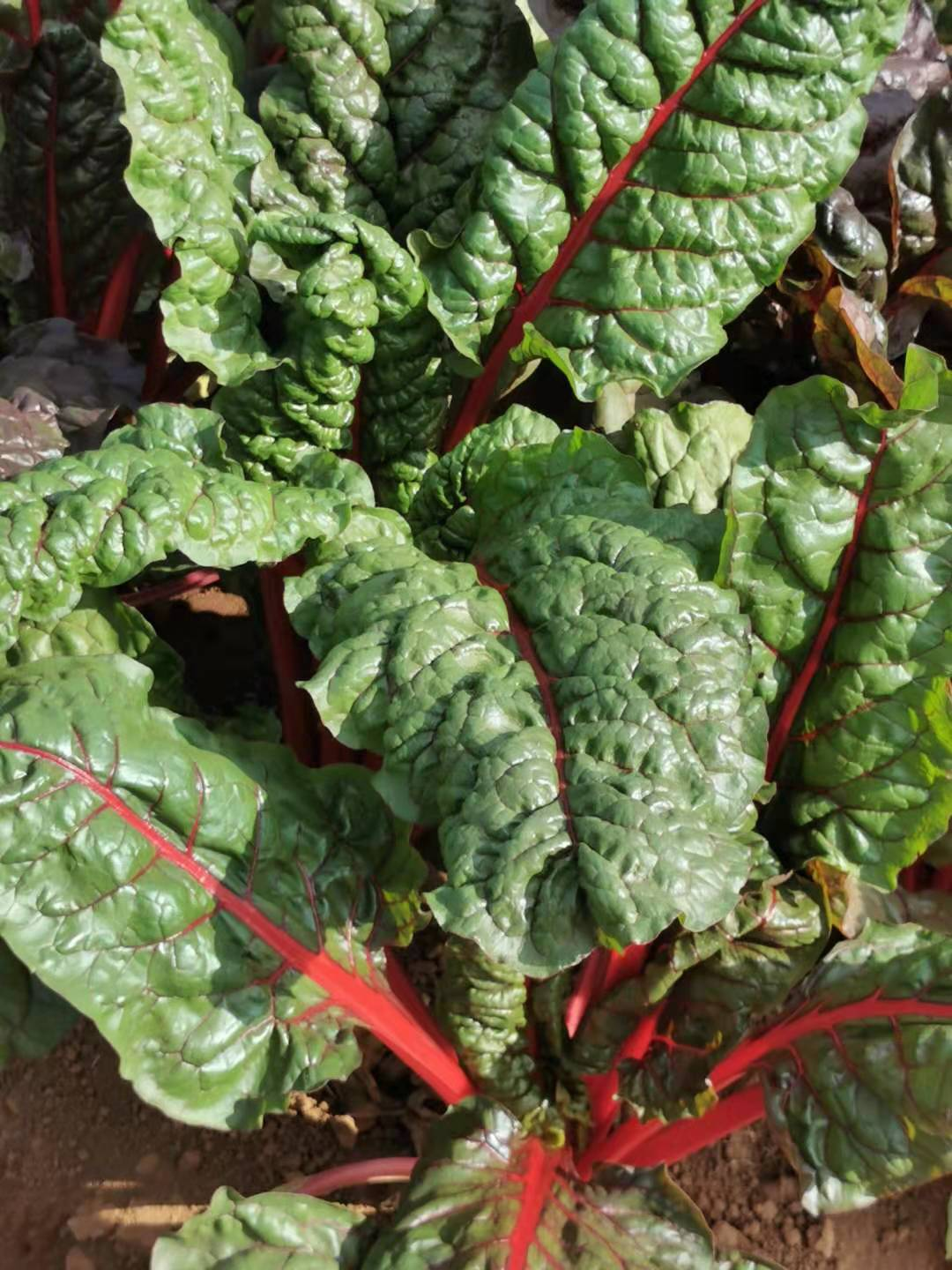
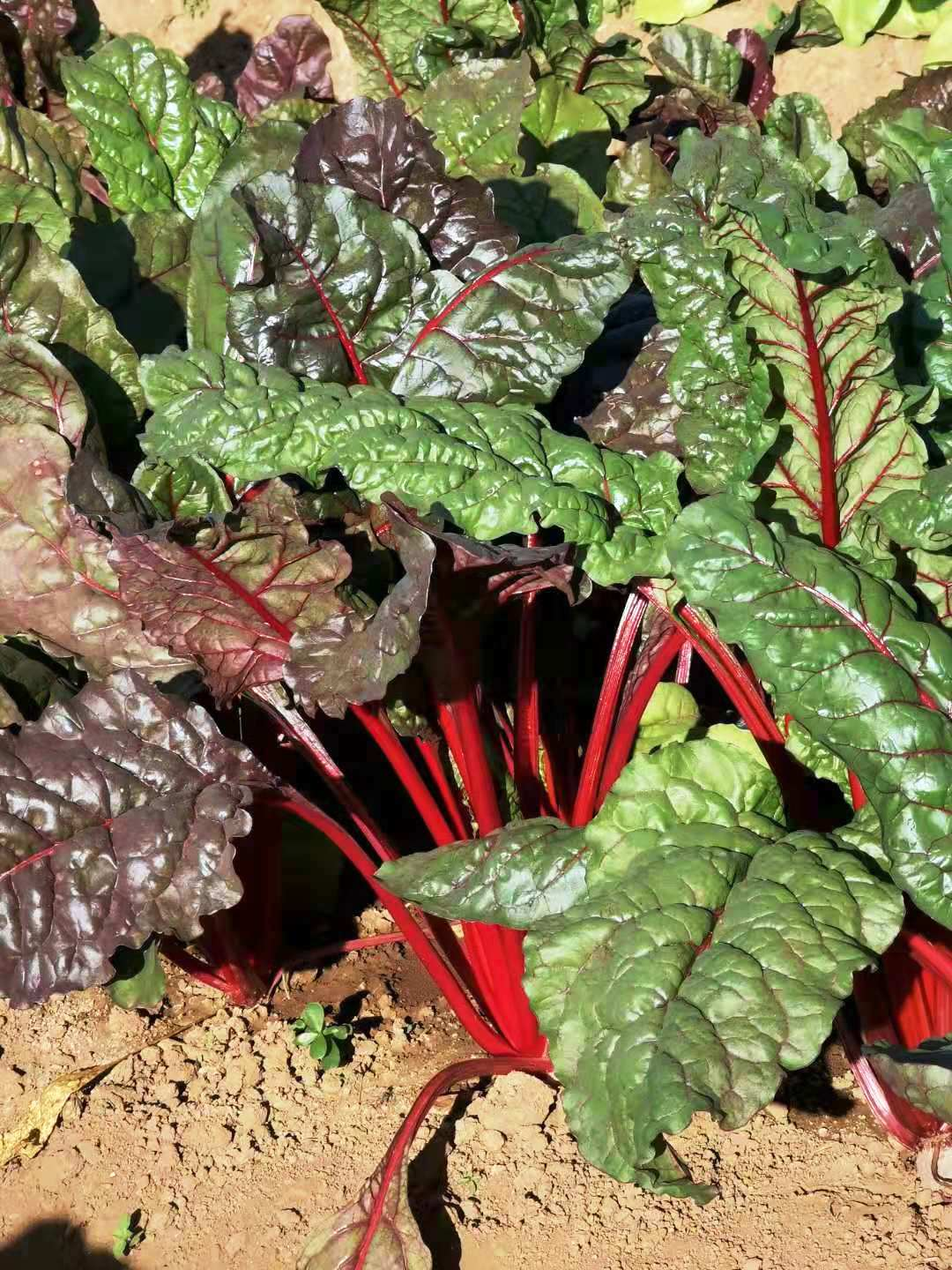
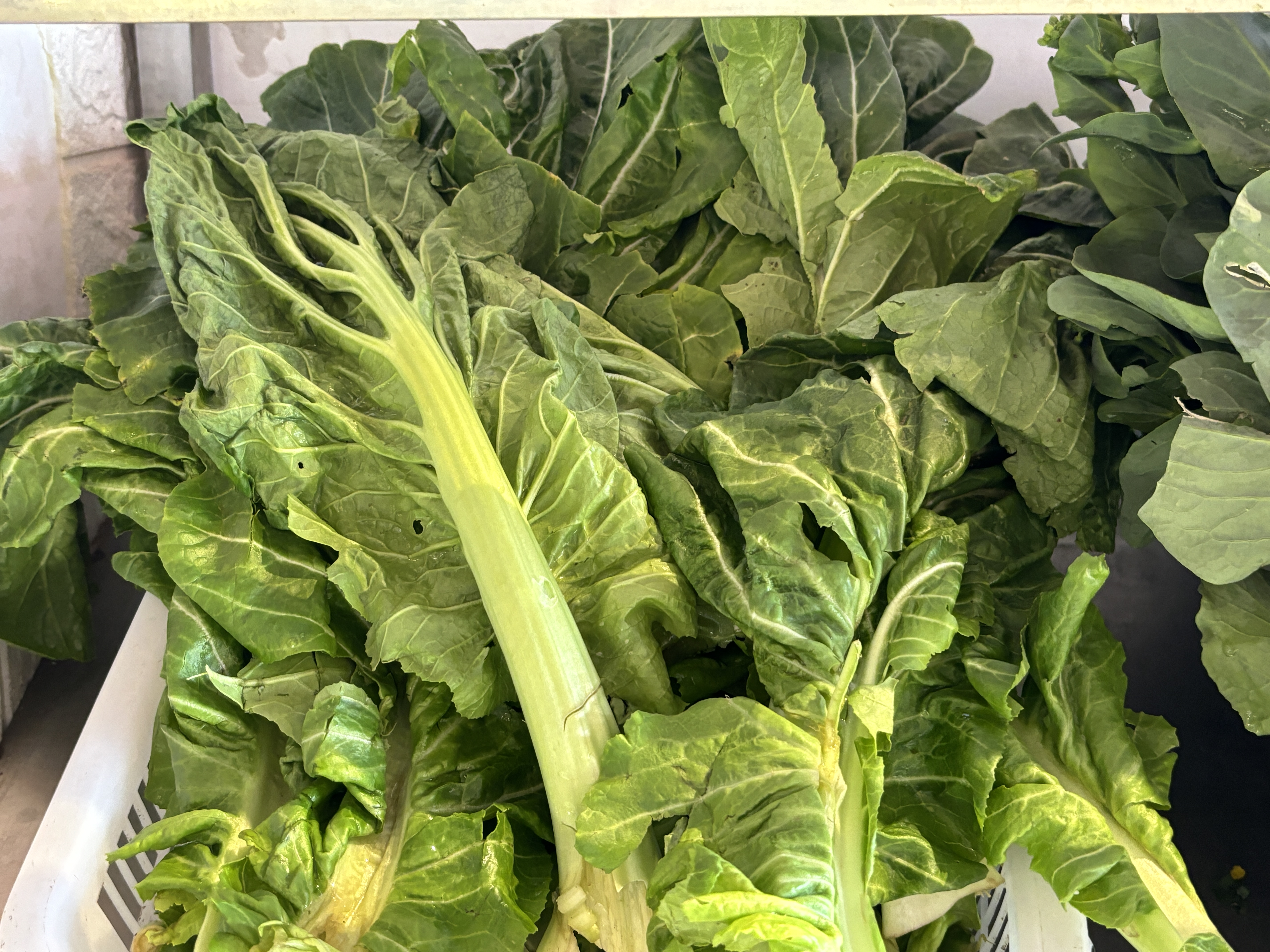